# Lávový proud u Meziny
Lávový proud u Meziny je přírodní památka o celkové rozloze 1,22 ha v obci Mezina v okrese Bruntál vyhlášená v roce 1997. Chráněné území je v péči Krajského úřadu Moravskoslezského kraje.

## Předmět ochrany
Předmětem ochrany jsou tzv. kamenné varhany v bývalém stěnovém lomu v lávovém proudu nedaleké Venušiny sopky asi 1 km severovýchodně od jejího vrcholu. Jedná se o geologickou lokalitu s dobře vyvinutou sloupcovitou a kulovitou odlučností plagioklastického čediče. Radiometrickou metodou bylo určeno stáří horniny na zhruba 1,8 milionu let, tedy do období spodního pleistocénu.

### Hornina
Čedičové sloupce o průměru až několika decimetrů mají šestihranný průřez, ve vzácnějších případech jsou pětihranné. Hornina v tzv. Jižním lomu je černošedá, místy světleji šedá. Z petrografického hlediska se jedná o nefelinický bazanit s přechody k olivinickému nefelinitu, případně. limburgitu.

### Minerály
V hornině se hojněji vyskytují vyrostlice minerálu olivínu, řidčeji též augitu a magnetitu.

## Dostupnost
Do lomu vede od vrcholu Venušiny sopky přes obec Mezinu místní naučná stezka zvaná Po vulkanitech. Od autobusové zastávky Mezina, U lomu je přírodní památka vzdálená zhruba 400 metrů.